# 立花町連続差別ハガキ事件
立花町連続差別ハガキ事件（たちばなまちれんぞくさべつハガキじけん）は、2003年から約5年間にわたり福岡県八女郡立花町（現・八女市立花町）で発生した部落差別狂言事件。

## 発端

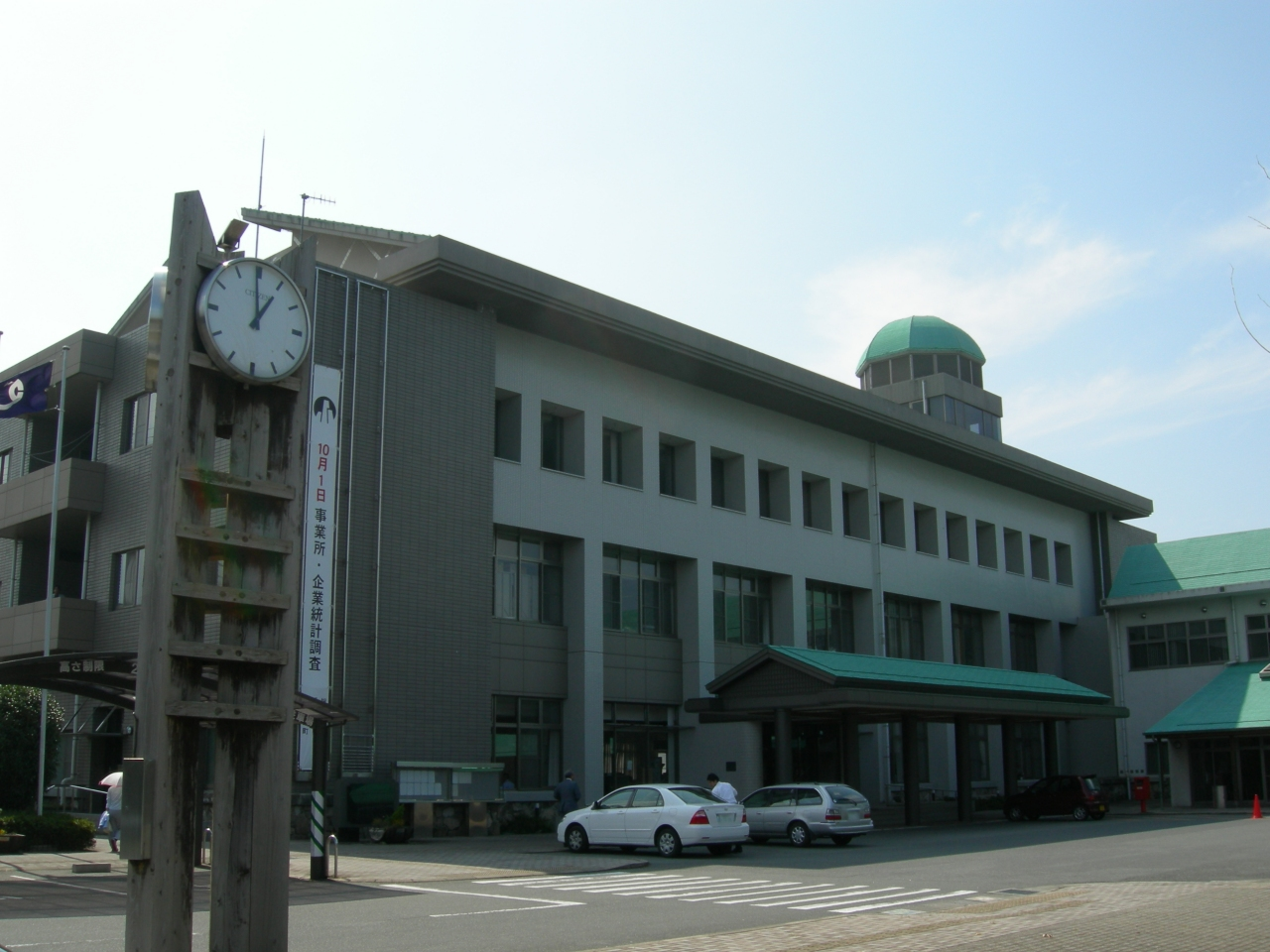
Aが勤務していた立花町役場

2003年12月、立花町教育委員会社会教育課に嘱託職員として勤務する被差別部落出身男性A（部落解放同盟福岡県連合会立花支部員、同副支部長、46歳＝当時）のもとに一枚の葉書が到着した。差出人は実在しない「立花町子ども育成会」を名乗っており、葉書の文面は
と、Aが被差別部落出身であることを理由に辞職を迫る内容となっていた。Aは2002年に1年更新の臨時職員として採用され、小学生対象の自然体験塾などを担当していた。月給は14万円程度であった。
Aはまた、部落解放同盟員としては立花支部の会計を任され、副支部長の肩書きを持ち、将来の支部長候補と目されていた。

## 犯行のエスカレート
2005年3月11日にはA宅が空き巣の被害を受け、部落解放同盟福岡県連合会立花支部の積立金約70万円などの金品を盗まれ、その直後に「早く辞めさせないから手を討ちましたよ」という犯行声明的な7通目の葉書（2005年3月14日消印）が届いた。この段階で既に、連続ハガキ犯と空き巣犯はAの狂言ではないかと疑う声が部落の中に存在したため、部落解放同盟筑後地区協議会書記長の組坂幸喜は単刀直入に「あの事件はあなたがしたことじゃないんかっていう話が出とるんですよ。どうなんですか」「あなたは立花支部の会計責任者なのに、なんで大切なみんなのお金を家にまるごと置いとったんですか」とAを問い詰めたが、Aは涙を流しながら「してません」と否定し、組坂はこれを信用した。結局、Aは会計責任者として被害金額を割賦で弁償することになったが、この約束は守られず、弁償は1円たりとも実行されなかった。

この空き巣事件を受けて、2005年3月28日、立花町人権・同和教育研究協議会（町同研）が「『人権侵害・差別はがき事件』を考える！『差別を許さない』町民集会」を立花町担い手研修センターで開催。この会の席上でAは
「みなさんのこの怒りが大きなうねりとなって犯人に届くことを願っています」
「不安と怒りの日び。だんだんとエスカレートし、実際に私の家に空き巣が入った流れを見ると、身辺に危害が加えられてきており、子どもへ危害がおよばないかが、いま一番心配で不安でいっぱいです」
「差別は命をも奪いかねません。何も手だてしないことは、差別にじっと我慢していなさい、差別を受けたら死になさいということになる。正しいことを伝え、これはおかしいよという立ちあがりをつなげるなかで、真に差別がなくなることを願う。みなさんの怒りの行動が、熱として光として力になる。1人でも多くの人をつなげ、部落差別を、あらゆる差別をなくしていこうではありませんか」
と発言し、差別をやめるよう町民に訴えた。
このころ、部落解放同盟関係者や立花町の役場の担当者や隣保館関係者を交えた対策会議の席上で、Aは「空き巣犯とハガキ犯は同一人物」という推理を展開した。このとき会議の出席者は誰もがAを強く疑ったが、じっと黙っていたという。

## 社会問題に発展
2005年6月11日には部落解放同盟筑後地区協議会が立花町隣保館で学習会を開催。この会の席上、Aは
「ハガキが届いたときから家族のことや、職場をいつ解雇になるのか不安だった。今は、地域の人や地協の同盟員に励まされ立ち直った。犯人には怒りを感じ、見つかったら強く抗議したい」
と語った。部落解放同盟福岡県連合会は2005年8月22日、県連委員長松本龍を本部長、県連書記長吉岡正博を事務局長とする「立花町連続差別ハガキ事件糾弾闘争本部」を設置すると共に「人権侵害救済法」制定の必要性を強く訴えた。福岡県も2005年10月、法務局や県関係機関などで構成する「福岡県立花町差別はがき事件対策会議」を設置し、県を挙げてこの事件の解決に取り組んだ。
2006年12月7日、福岡県会議員吉村敏男（民主党福岡県連副代表）が福岡県議会で初めてこの問題を取り上げ、福岡県知事麻生渡に「県内においても八女郡立花町において、2003年12月から町職員に対し、同和地区出身者であることを理由に、仕事をかわるように、辞めるように要求する匿名はがきが連続して送りつけられる極めて悪質な差別事件が発生しています。現在、立花町や関係機関により、解決に向けた取り組みがなされていますが、今なお事件解決のめどは立っておらず、いっときも早い解決が強く望まれます。そこで知事に伺います。県として立花町差別はがき事件に対する取り組み、さらには人権、同和問題解決に向けて啓発の一層の取り組みが重要と考えますが、見解をお聞きします」と質問した。これに対して麻生は「立花町におきます差別事件につきましては、まことに遺憾なことでございます。法務局、地元の立花町など関係機関と対策会議を設けて連携をしながら取り組んでいるわけでございますが、今後とも解決に向けました取り組みを幅広く積極的に進めてまいる考えでございます」と答えた。
2006年12月21日には、福岡県教育長森山良一が「部落差別の実態に学ぶ」とりくみとして立花町を視察。2006年末から2007年初頭にかけて犯行は拡大し、同じく被差別部落出身の職員Bのもとに「次はあなたの番よ!」「明けま死んでおめでとう」という葉書が送りつけられた。さらにAの子供が通学する学校や同町役場幹部、町教育関係者のもとにも同様の葉書が届き、これら一連の葉書は合計44通に及んだ。中にはカッターナイフが同封された封書（2007年8月15日頃）もあった。2007年2月23日、部落解放同盟福岡県連合会ならびに部落解放同盟筑後地協の主催により「立花町連続差別ハガキ事件真相究明集会」が立花町内で開かれ、約600名が参加。2007年夏には、Aは月刊誌『部落解放』に「手記──福岡県八女郡立花町・連続差別ハガキ事件　犯人を捜し出し、糾したい！」と題する手記を発表し、「差別をしているのは、加差別側にいる犯人、差別認識のない「あなた」です。そんな「あなた」を変えるには、正しい確かな教育・啓発が必要なのです」と「解放教育」の重要性を訴えた。2007年10月24日、Aはこれら一連の葉書や封書の差出人を被疑者不詳のまま刑事告訴した。2008年2月8日には、Aは「狭山事件を考える久留米市民の会」第2回学習会で「いまインターネットのブログで、『あなた様の自作自演』と書いている人がいる。……悲しい。……ただ新聞記事の上面だけを使って書いているだけで、差別ハガキの何を知っているの、私のなにを知っているのですか。『あなたも、名を名乗らず、顔も見せず、この卑怯な差別ハガキの犯人と同じですよ』と言いたい」と発言している。
2009年2月、Aは福岡県会議員宮浦寛（民主・県政クラブ）に電話を入れて「差別問題を県議会で取り上げてほしい」と依頼、宮浦に面会して犯人への怒りや家族の不安を語った。このため3月10日、宮浦もこの事件を福岡県議会で取り上げて行政側の取り組みを問題にすると共にインターネット上の「差別書き込み」への対処についても県の姿勢を糺した。このとき福岡県知事麻生渡は「極めて悪質な人権侵害事件でございます。したがいまして、我々としましては、一日も早く犯人を捕まえまして、この事件を解決しなければならないと思って努力いたしております」と表明。福岡県警本部長田中法昌も「捜査の具体的状況につきましては、今後の捜査に支障がありますので答弁を控えさせていただきますが、本件は長期にわたる悪質な犯行でありますことから、今後、鋭意捜査を推進してまいる所存であります」と答弁した。
Aは「差別脅迫事件」の被害者として部落解放同盟主催の人権フォーラムに出席すると共に「連続差別ハガキ事件、あなたを捜し出し、糾したい!」と題する講演を公民館でおこない、自らの受けた被害を大々的に訴えて同和問題の啓発にあたり、その都度講演料を手にしていた。講演は部落解放同盟筑後地区協議会に属する31の支部のほとんどで行われた他、部落解放同盟の全国大会や青年集会、また学校関係や運動関係の研修会でも頻繁に行われ、Aの妻や子供が壇上に立って話すこともあった。Aは東京や京都や四国や和歌山まで招かれて人権啓発講演を行ったこともあり、講演料は1回1万円から10万円に及んだ。Aの講演は、Microsoft PowerPointを駆使して作った映像を聴衆に見せ、ハガキの文面を滑り込ませたり、文字をクローズアップさせたりして説明するやり方だったため、組坂幸喜から「被害者本人がこういう映像を流しながら説明するのはおかしいでしょう」と批判されたが、Aは聞く耳を持たなかった。ギター演奏の趣味があったAは、立花町の人権フェスタでフォークギターを手にステージに立ち、『しあわせ…』という自作の歌を披露し、聴衆の涙を誘うこともあった。
そして、この事件は立花町役場のウェブサイトにも「今なお身近に残る部落差別の深刻さ」の象徴として紹介された。その他、一連の葉書の文面には、たとえば以下のようなものがあった。

## 急転直下
ところが捜査の進展に伴い、これらの葉書や封書の差出人はA自身ではないかとの疑いが強まり、Aに対する厳しい取り調べが連日深夜まで行われるようになった。このため、部落解放同盟中央本部執行委員長の組坂繁之は「警察は狭山に続いてA君を冤罪被害者にするつもりか。けしからん」と激怒し、部落解放同盟の顧問弁護士に助けを求めた。
2009年7月7日、福岡県警はAを偽計業務妨害の容疑で逮捕した。2009年1月に自らに宛てて送った
が最後（44通目）の葉書となった。Aは「すべて自分が送った」と容疑を認め「被害者になれば町が嘱託の雇用契約を解除しにくくなると思った」と供述した。逮捕の決め手となったのは、最初のハガキと封筒、さらにカッターナイフの入っていた封筒の内袋からAのDNAが採取されたことだったと伝えられる。
警察は空き巣事件や講演料の件についても立件する意向だったが、空き巣についてはAが否認を続けていた上、証拠が出なかったので立件を見送った。また、講演については部落解放同盟側が被害届を出さなかったため、やはり詐欺罪で立件することができなかった。

## 公判
2009年7月28日、福岡地方検察庁八女支部はAを偽計業務妨害罪で福岡地方裁判所八女支部に起訴した。立花町は「町に対する町民の信頼を損なわせた」との理由により、7月31日付でAを解雇した。
9月に行われた初公判（秋本昌彦裁判官）で、Aは起訴事実を認めた。警察は、Aが妻と共謀して犯行に及んだ可能性をも疑ったが、Aは単独犯行の自供を翻さなかった。10月13日に行われた論告求刑公判で、検察側は「あたかも被害者のごとく振る舞い悪質。長期間にわたり、町行政を混乱させてきた」と述べ、懲役1年6月を求刑した。10月26日、判決公判で秋本昌彦裁判官は懲役1年6月執行猶予4年の有罪判決を言い渡した。しかしAは判決後に突如「私はハガキ事件はしとらんとですよ」「これまで多くの人たちが警察に呼ばれたり、話を訊かれたりしてきたですよね。いろんな面で迷惑をかけてきたけん、これ以上はかけられんと思ったんですよ。自分がしたことにすれば、すべて片が付くけん、仕方なしに、自分がやったことにしたほうがいいと思て、自分がやりました、って言うたとです」と無実を主張し始めたため、被差別部落にはこの期に及んでもなおAを信じ続け、Aに控訴を勧めた者がいたという。

## 各同和団体の反応

### 全国地域人権運動総連合
日本共産党系列の福岡県地域人権運動連合会会長の平塚新吾は2009年7月13日、福岡県知事麻生渡に宛てて「―立花町匿名連続はがき事件にかかわる人権連の提言―」と題する文書を発表し、「エセ同和行為を再発させないために、「根深い差別」と称しての同和偏重の押し付け人権啓発・教育のあり方を抜本的に改めること」などを求めた。

### 自由同和会
さらに2009年7月15日、自由民主党系列の自由同和会は「「立花町の差別ハガキ事件」について」と題する声明を発表、この中で「「部落差別は、未だに根深く厳しい」とする根拠は、今や完全に崩れており、運動を存続させるための論議であるが、特定の団体を偏重する歪な同和行政が今回の事態を招いたもので、透明性を確保した中での同和行政を終結のための見直しと、教育・啓発の内容の抜本的見直しが、県民への最終的な謝罪になろう」と述べ、部落解放同盟と福岡県との行政上の癒着を批判した。
なお、福岡県地域人権運動連合会の声明も自由同和会の声明も共に1983年8月に兵庫県篠山町（現丹波篠山市）で起きた部落解放同盟支部長の「連続差別落書き事件」（のちに同支部長は自作自演を住民から告発され1984年3月21日に自殺）に言及する内容となっている。

## 犯人を出した団体の反応

### 部落解放同盟
Aの逮捕を受けて2009年7月8日、部落解放同盟福岡県連合会は「『容疑者』を『犯人』として断定することはできませんし、今回の事例も、『自白』があるとはいえ疑問点も多く、さらに彼の『犯罪』を立証する物的証拠もまだ十分に明らかになっていません」と、今回の犯人逮捕が冤罪である可能性をも示唆しつつ「一部、『解放同盟の組織的なヤラセである』という誹謗中傷もあるようですが、我が県連や県内の地協・支部にいたるまで、そのような事実は一切ない」との緊急声明を発表した。2009年7月22日には、部落解放同盟福岡県連合会の第60回定期大会が福岡市早良区で開催され、この席上で県連書記長吉岡正博は「事件は県連合会にとって重いが、ピンチをチャンスに変える取り組みを」と呼びかけた。
この謝罪の内容につき、ジャーナリストの寺園敦史は「かれらは何を反省し、だれに謝罪しているのか。同盟員の前で謝罪してどうするんだ。今回の事件でまず謝罪しなければならないのは、赤っ恥をかかせてしまった外部の協力者、市民や行政、警察関係者（自作自演を行ったとされるK氏は刑事告訴もしていた）ではないのか」「2006年の大阪飛鳥会事件、奈良市の業務妨害事件職務強要・仮病事件、京都市職員による大量犯罪・不祥事。最近の事例をとっても、かれらは犯罪発覚当初こそ、殊勝なことを口にし、周囲の同情を集めようとしたが、結局何も究明などしていないではないか。2年前の12月、中央本部は有識者による「部落解放運動への提言」を受けたが、はや組織内部では完全に忘れ去られているではないか」と批判した。
なお、部落解放同盟中央本部は今回の事件について何の声明も発表しなかった。部落解放同盟がAを除名したのも、逮捕から3ヶ月以上が経過した10月中旬になってからのことであった。
2009年11月24日、部落解放同盟福岡県連合会は「「差別ハガキ偽造事件」について 最終見解と決意」と題する声明を発表し、今後この事件を「差別ハガキ偽造事件」と位置づけることを明らかにし、「今回の「偽造事件」があったからといって、実行者が特定できない他の差別事件を闇に葬ることはできません」「今回の問題を口実にした同和行政の後退は許されません」と主張すると共に、かつてこの事件を教材に「解放教育」を施された子供たちに対しては「このハガキを見て、知って、「こんなことは許せない｣と思った感性は大切にしてほしい」と呼びかけた。この主張は、Aが自演発覚前に『部落解放』誌上の手記で訴えていた「差別をしているのは、加差別側にいる犯人、差別認識のない「あなた」です。そんな「あなた」を変えるには、正しい確かな教育・啓発が必要なのです」という文言と同一の内容となっている。
事件後、組坂繁之らと親しい髙山文彦は部落解放同盟の関係者に取材して『糾弾』と題するルポルタージュを書き、『週刊ポスト』に連載した（のち『どん底』と改題）。高山は「私はこの男（A）に向けられるべき感情の矛先が、彼の住む地区やその他の地区に向けられることをおそれる。また、解放運動に向けられることをおそれる」と訴えて部落解放同盟を擁護したが、この連載の内容に関しては「同和地区の悲壮感を演出するが、そこには誇張や、事実の歪曲がある。解放同盟員が差別事件を自作自演して逮捕されたことによる解放運動の権威の失墜に対して、再び差別を強調して世間の同情を買うことで、バランスを取ろうとする意図が見えてしまうのだ。それが皮肉にも、自ら差別事件の被害者となることで同情を買ったAの行為と重なってしまう」との批判も受けた。

## 事件のその後
2009年11月2日に町長へ、11月18日に人権同和政策課長へ、それぞれ差出人不明のハガキが届いている。その内容は
などというもので、Aが無実を騙るために出したものであろうと誰も取り合わなかった。そして2010年7月27日、部落解放同盟筑後地協における聴取会にて、Aは無実の主張を撤回した。
Aは有罪判決を受けた後、父親に連れられて部落解放同盟筑後地区協議会の委員長中山末男と書記長組坂幸喜のもとを訪れ、涙を流しながら土下座して罪を詫びた。Aに対する糾弾学習会は、関係者の同席のもと、2010年12月8日と2011年2月23日に久留米市で開かれた。糾弾学習会では、Aが地元の被差別部落に特徴的な苗字を捨て、部落出身ではない妻の苗字に変えている理由が問題になり、「姓だけでも差別から逃れることができるならばと考えて、つれあいの姓にしました」というAの返答に対して「なんで差別から逃れたいと思っているのに、部落解放同盟に参加していったんですか」「部落を捨てたいという気持ちがあるんじゃないと？」と追及がなされた。
立花町の役場からは事件のために特別に発行した広報誌やビラなどの経費32万円、部落解放同盟立花支部からは約70万円の返済を求められているが、サラ金などから既に数百万円の借金を抱えていたAは自己破産をおこなって生活保護を受けるようになり、立花町役場には金を1円も返済していない。支部の金は2000円を返したのみである。地元の被差別部落の区長からは「もうムラにおることはならん」と所払いを言い渡されたが、転居費用のないAは従前の町営住宅に暮らし続けている。